# Collège des Quatre-Nations

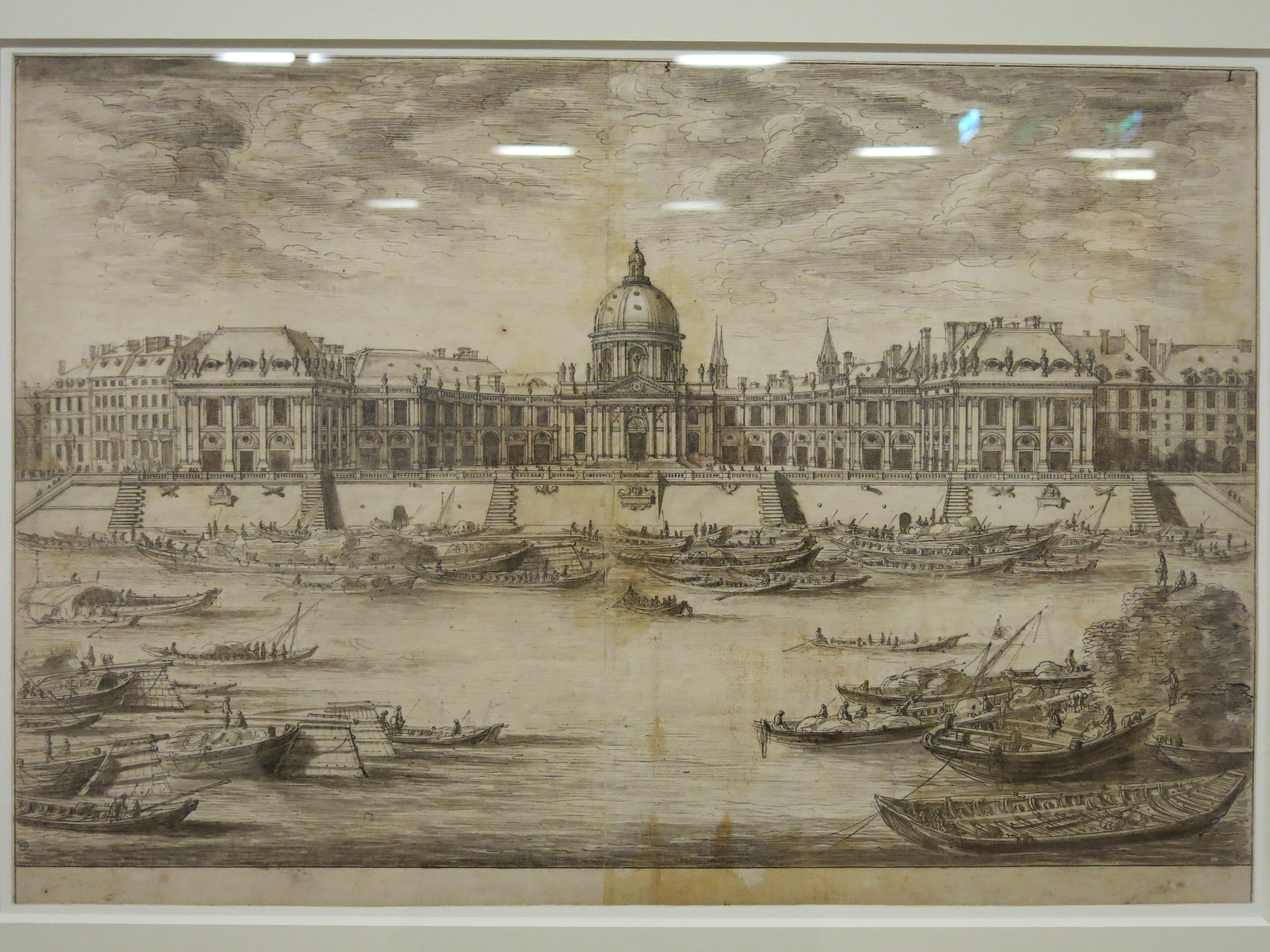
Das Collège des Quatre-Nations. Kupferstich von Israel Silvestre, 'um 1670.

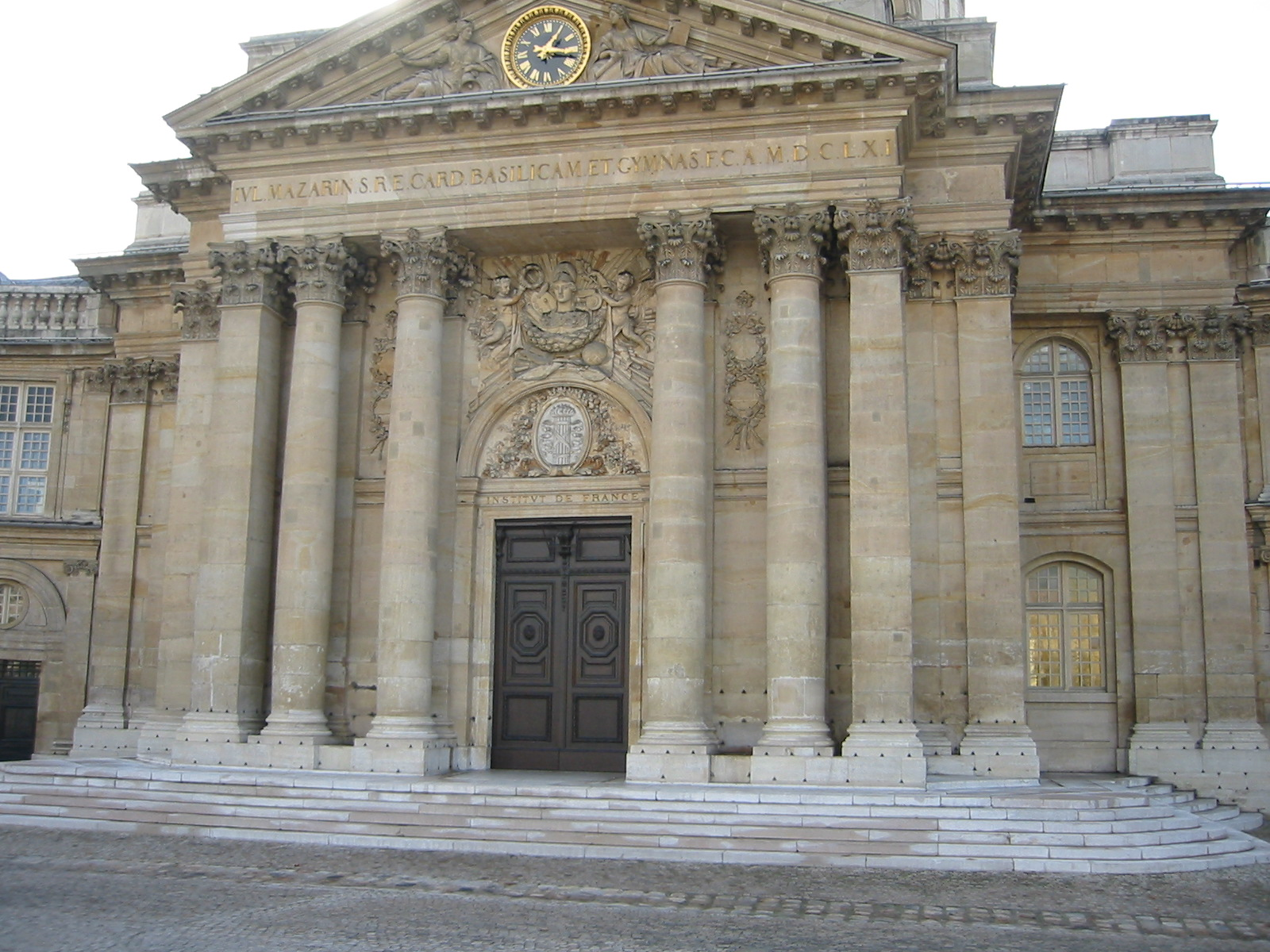
Das Collège des Quatre-Nations
Sitz des Institut de France

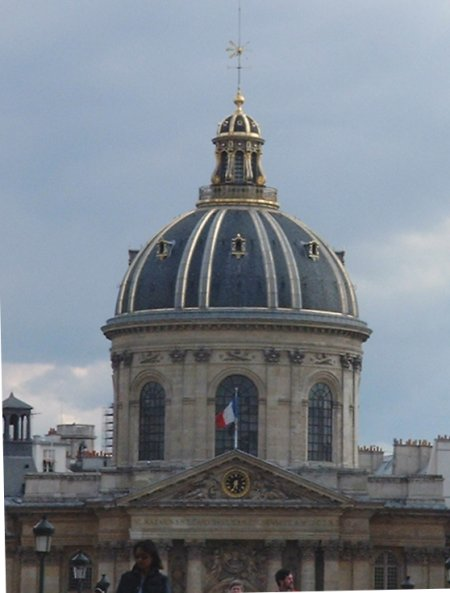
Kuppel des Collège

Das Collège des Quatre-Nations (deutsch Kolleg der Vier Nationen) oder Collège Mazarin ist ein barockes Bauwerk am Rive Gauche genannten, dem Louvre gegenüberliegenden Ufer der Seine, im Zentrum von Paris (6. Arrondissement). Geplant und erbaut wurde es von 1662 bis 1688 von dem französischen Baumeister Louis Le Vau als Schule für junge Adelige. Es befindet sich an der Stelle, wo einst die geschichtsträchtigen mittelalterlichen Bauten des Tour de Nesle und des Hôtel de Nesle gestanden hatten. Heute dient es dem Institut de France und der Bibliothèque Mazarine als Sitz.
Die Errichtung des Collèges geht auf eine testamentarische Verfügung des französischen Kardinals und Ministers italienischer Abstammung Jules Mazarin (1602–1661) zurück, in der die zu ergreifenden Maßnahmen festgelegt wurden, um jährlich rund sechzig junge Adlige aus den nach dem Frieden von Münster 1648 und dem Pyrenäenfrieden 1659 an Frankreich gefallenen Gebieten Artois, Elsass, Pignerol und Roussillon in einer Ritterakademie kostenlos auszubilden und zu treuen Untertanen des französischen Königs zu erziehen. Von diesen vier Gebieten oder Nationen leitet sich der Name des Gebäudes ab. Dem letzten Willen des Kardinals entsprechend, wurden die Studenten in folgender Zusammensetzung unterrichtet: aus Flandern, dem Artois und Luxemburg kamen zusammen zwanzig, je fünfzehn aus dem Elsass und dem Pignerol und zehn aus dem Roussillon.
Im Jahre 1691 wurde im Ostflügel der Schule Mazarins Privatbibliothek untergebracht und dem Publikum zugänglich gemacht. 
Seinem Wunsch entsprechend fand der Kardinal seine letzte Ruhestätte in der Kapelle des Collège des Quatre-Nations.
Seit 1805 ist das Gebäude, auf Veranlassung Napoleons, Sitz des 1795 gegründeten, zuvor im Louvre ansässigen Institut de France, das neben der öffentlichen Bibliothèque Mazarine dort ebenfalls die Bibliothèque de l’Institut verwaltet. Die Benutzung letzterer ist jedoch den Mitgliedern der fünf im Hause vertretenen Akademien und ausgewiesenen Forschern vorbehalten.

## Schüler
Unter den Schülern des Collèges waren der Mathematiker, Physiker und Philosoph Jean-Baptiste le Rond d’Alembert, der Maler Jacques-Louis David, der Autor und Enzyklopädist Charles-Étienne Pesselier, der Philosoph Marquis de Condorcet, der Kritiker Julien Louis Geoffroy, der Chemiker Antoine Laurent de Lavoisier und der Physiker Charles Augustin de Coulomb.